# Dede Demet-Barry
Deirdre "Dede" Demet-Barry (ur. 8 października 1972 w Milwaukee) – amerykańska kolarka szosowa, srebrna medalistka olimpijska oraz dwukrotna medalistka mistrzostw świata.

## Kariera
Pierwszy sukces w karierze Dede Demet-Barry osiągnęła w 1993 roku, kiedy wspólnie z Eve Stephenson, Jeannie Golay i Janice Bolland zdobyła srebrny medal w drużynowej jeździe na czas podczas mistrzostw świata w Oslo. W tej samej konkurencji reprezentantki USA w składzie: Dede Demet-Barry, Eve Stephenson, Jeannie Golay i Alison Dunlap zdobyły brązowy medal na mistrzostwach świata w Agrigento w 1994 roku. Ostatni medal zdobyła na igrzyskach olimpijskich w Atenach 2004 roku, gdzie zajęła drugie miejsce w indywidualnej jeździe na czas. W zawodach tych wyprzedziła ją jedynie Holenderka Leontien van Moorsel, a trzecie miejsce zajęła Szwajcarka Karin Thürig. Poza tym wygrała między innymi amerykański Women's Challenge w 1995 roku, australijski Canberra Women's Classic w 1998 roku i niemiecki Giro Bochum w 2004 roku. W sezonie 1998 zajęła trzecie miejsce w klasyfikacji generalnej Pucharu Świata, ulegając tylko Litwince Dianie Žiliūtė oraz Włoszce Alessandrze Cappellotto. Wielokrotnie zdobywała medale szosowych mistrzostw kraju, w tym złoty w wyścigu ze startu wspólnego w 1996 roku.
Jej mężem jest były kanadyjski kolarz Michael Barry. 